# 老牛湾站
老牛湾站是一个大准线上的铁路车站，位于内蒙古自治区清水河县老牛湾，建于1993年，目前为四等站，邮政编码为011617。目前客运：办理旅客乘降；不办理行李、包裹托运；不办理货运营业。
1. ↑  铁道部电子计算技术中心, 铁道部运输局. . 北京: 中国铁道出版社. 1998: 14. ISBN 9787113030995.